# Khobi (municipalité)
La municipalité de Khobi (en géorgien : ხობის მუნიციპალიტეტი) est un district de Géorgie, de la région de Mingrélie-Haute Svanétie. En 2014, il comptait 30 548 habitants, avec pour ville principale la ville de Khobi. 

## Économie
- Terminal pétrolier de Kulevi